# Delgertsogt (Dundgovi)
Le sum de Delgertsogt (mongol : ᠳᠡᠯᠭᠡᠷᠴᠣᠭᠲᠤ

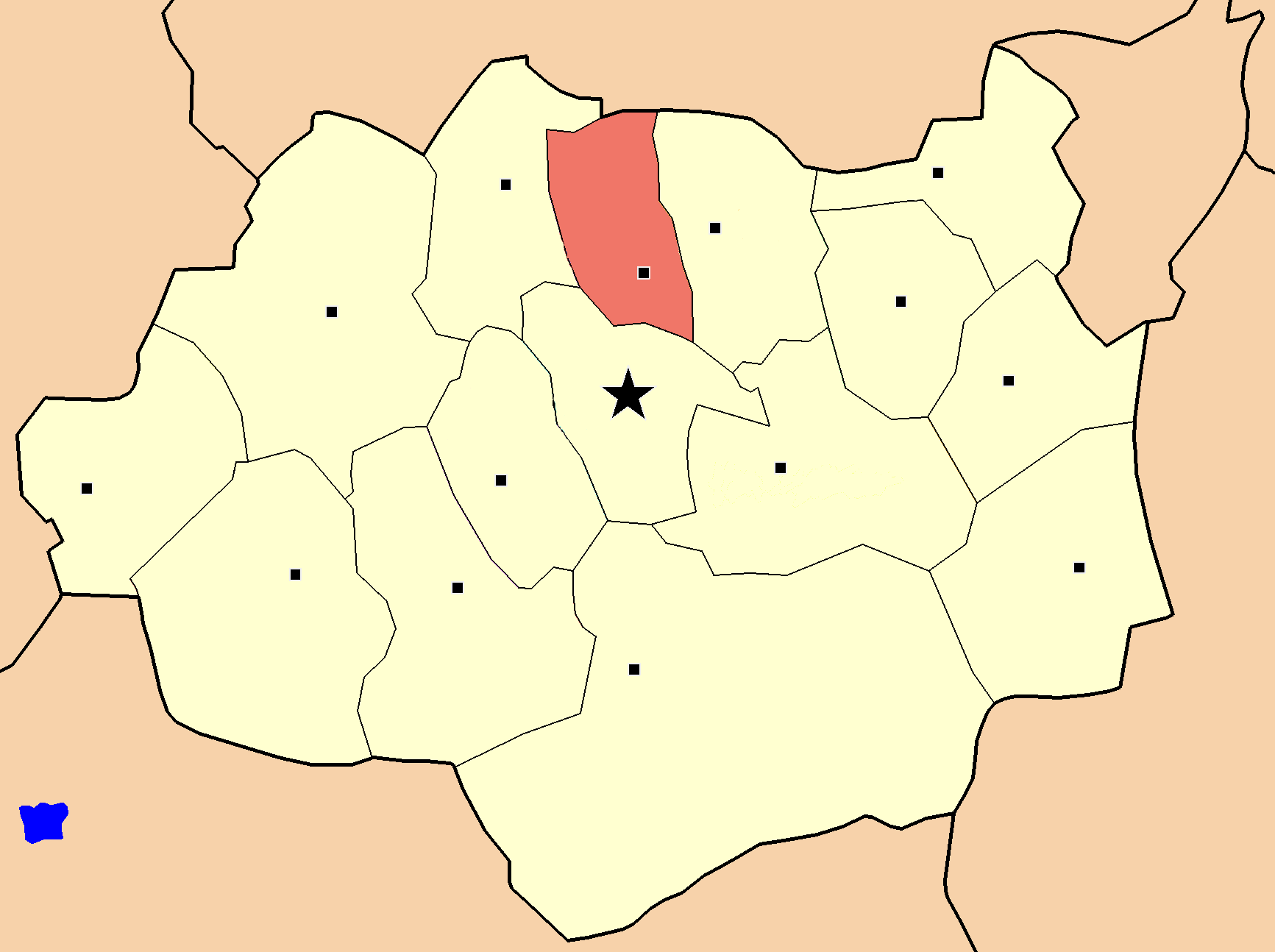

ᠰᠤᠮᠤ, cyrillique : Дэлгэрцогт сум, MNS : Delgertsogt sum) est situé dans l'aïmag (ligue) de Dundgovi, en Mongolie. Sa population était de 2 099 habitants en 2007.